# Torre Hassan
La torre Hassan és un minaret de la mesquita homònima de Rabat.

## Història
El sultà almohade Abu-Yússuf Yaqub al-Mansur (segle xii) projectava construir la mesquita més gran del món després de la de Samarra a l'Iraq. Les obres van ser abandonades després de la seva mort el 1199. La torre havia de mesurar més de 60 metres, però només va arribar als 44. En l'actualitat, l'aspecte de la mesquita és el d'un bosc de 348 gruixudes columnes en el qual sobresurt la gran torre, germana del minaret que després es va convertir en la Giralda de Sevilla i del de la mesquita Kutubiyya de Marràqueix.
A l'esplanada de la mesquita es va construir també el mausoleu de Mohammed V, primer rei del Marroc independent, en el qual també està enterrat el seu fill i successor Hasan II, pare de l'actual rei alauita Mohammed VI.